# Lomariopsis nigropaleata
Lomariopsis nigropaleata är en ormbunkeart som beskrevs av Holtt. Lomariopsis nigropaleata ingår i släktet Lomariopsis och familjen Lomariopsidaceae. Inga underarter finns listade.